# توپ طلای ۲۰۰۱
توپ طلای ۲۰۰۱ (فرانسوی: 2001 Ballon d'Or‎) ۴۶مین رویداد سالیانهٔ توپ طلا بود که از سوی مجلهٔ فرانس فوتبال به بهترین بازیکن فوتبال در سال ۲۰۰۱ اعطا گردید که در این سال، مایکل اوون برندهٔ توپ طلا شد.

## رتبه‌بندی
| ردیف | نام                | باشگاه                                             | ملیت      | امتیاز |
| ---- | ------------------ | -------------------------------------------------- | --------- | ------ |
| ۱    | مایکل اوون         | باشگاه فوتبال لیورپول                              | انگلستان  | ۱۷۶    |
| ۲    | رائول              | باشگاه فوتبال رئال مادرید                          | اسپانیا   | ۱۴۰    |
| ۳    | الیور کان          | باشگاه فوتبال بایرن مونیخ                          | آلمان     | ۱۱۴    |
| ۴    | دیوید بکام         | باشگاه فوتبال منچستر یونایتد                       | انگلستان  | ۱۰۲    |
| ۵    | فرانچسکو توتی      | باشگاه فوتبال آ.اس. رم                             | ایتالیا   | ۵۷     |
| ۶    | لوئیس فیگو         | باشگاه فوتبال رئال مادرید                          | پرتغال    | ۵۶     |
| ۷    | ریوالدو            | باشگاه فوتبال بارسلونا                             | برزیل     | ۲۰     |
| ۸    | آندری شوچنکو       | باشگاه فوتبال آ.ث. میلان                           | اوکراین   | ۱۸     |
| ۹    | تیری آنری          | باشگاه فوتبال آرسنال                               | فرانسه    | ۱۴     |
| ۹    | زین‌الدین زیدان     | باشگاه فوتبال رئال مادرید                          | فرانسه    | ۱۴     |
| ۱۱   | بیسنته لیزارازو    | باشگاه فوتبال بایرن مونیخ                          | فرانسه    | ۱۰     |
| ۱۲   | دیوید ترزگه        | باشگاه فوتبال یوونتوس                              | فرانسه    | ۷      |
| ۱۳   | اشتفان افنبرگ      | باشگاه فوتبال بایرن مونیخ                          | آلمان     | ۶      |
| ۱۴   | هنریک لارشون       | باشگاه فوتبال سلتیک                                | سوئد      | ۴      |
| ۱۴   | الساندرو نستا      | باشگاه فوتبال لاتزیو                               | ایتالیا   | ۴      |
| ۱۶   | خوان سباستین ورون  | باشگاه فوتبال منچستر یونایتد/ باشگاه فوتبال لاتزیو | آرژانتین  | ۳      |
| ۱۶   | ارنان کرسپو        | باشگاه فوتبال لاتزیو                               | آرژانتین  | ۳      |
| ۱۸   | جیووانی البر       | باشگاه فوتبال بایرن مونیخ                          | برزیل     | ۲      |
| ۱۸   | گایزکا مندیتا      | باشگاه فوتبال والنسیا / باشگاه فوتبال لاتزیو       | اسپانیا   | ۲      |
| ۱۸   | روبرتو کارلوس      | باشگاه فوتبال رئال مادرید                          | برزیل     | ۲      |
| ۱۸   | دامیانو توماسی     | باشگاه فوتبال آ.اس. رم                             | ایتالیا   | ۲      |
| ۱۸   | سامی هوپیا         | باشگاه فوتبال لیورپول                              | فنلاند    | ۲      |
| ۱۸   | امانوئل اولیسادبه  | باشگاه فوتبال پاناتینایکوس                         | لهستان    | ۲      |
| ۱۸   | ابه ساند           | باشگاه فوتبال شالکه ۰۴                             | دانمارک   | ۲      |
| ۲۵   | روبرتو باجو        | باشگاه فوتبال برشا                                 | ایتالیا   | ۱      |
| ۲۵   | استیون جرارد       | باشگاه فوتبال لیورپول                              | انگلستان  | ۱      |
| ۲۵   | روی کاستا          | باشگاه فوتبال آ.ث. میلان                           | پرتغال    | ۱      |
| ۲۸   | سانی آندرسون       | باشگاه فوتبال المپیک لیون                          | برزیل     | ۰      |
| ۲۸   | فابین بارتز        | باشگاه فوتبال منچستر یونایتد                       | فرانسه    | ۰      |
| ۲۸   | گابریل باتیستوتا   | باشگاه فوتبال آ.اس. رم                             | آرژانتین  | ۰      |
| ۲۸   | جانلوئیجی بوفون    | باشگاه فوتبال پارما/ باشگاه فوتبال یوونتوس         | ایتالیا   | ۰      |
| ۲۸   | کافو               | باشگاه فوتبال آ.اس. رم                             | برزیل     | ۰      |
| ۲۸   | ونسان کاندلا       | باشگاه فوتبال آ.اس. رم                             | فرانسه    | ۰      |
| ۲۸   | آلساندرو دل‌پیرو    | باشگاه فوتبال یوونتوس                              | ایتالیا   | ۰      |
| ۲۸   | مارسل دسایی        | باشگاه فوتبال چلسی                                 | فرانسه    | ۰      |
| ۲۸   | ریو فردیناند       | باشگاه فوتبال لیدز یونایتد                         | انگلستان  | ۰      |
| ۲۸   | رایان گیگز         | باشگاه فوتبال منچستر یونایتد                       | ولز       | ۰      |
| ۲۸   | جیمی فلوید هاسلبنک | باشگاه فوتبال چلسی                                 | هلند      | ۰      |
| ۲۸   | ایوان هلگوئرا      | باشگاه فوتبال رئال مادرید                          | اسپانیا   | ۰      |
| ۲۸   | هری کیول           | باشگاه فوتبال لیدز یونایتد                         | استرالیا  | ۰      |
| ۲۸   | پاتریک کلایورت     | باشگاه فوتبال بارسلونا                             | هلند      | ۰      |
| ۲۸   | ساموئل کافور       | باشگاه فوتبال بایرن مونیخ                          | غنا       | ۰      |
| ۲۸   | هیدتوشی ناکاتا     | باشگاه فوتبال آ.اس. رم/ باشگاه فوتبال پارما        | ژاپن      | ۰      |
| ۲۸   | پاول ندود          | باشگاه فوتبال لاتزیو/ باشگاه فوتبال یوونتوس        | جمهوری چک | ۰      |
| ۲۸   | پائولتا            | باشگاه فوتبال بوردو                                | پرتغال    | ۰      |
| ۲۸   | رابرت پیرس         | باشگاه فوتبال آرسنال                               | فرانسه    | ۰      |
| ۲۸   | پل اسکولز          | باشگاه فوتبال منچستر یونایتد                       | انگلستان  | ۰      |
| ۲۸   | لیلیان تورام       | باشگاه فوتبال پارما/ باشگاه فوتبال یوونتوس         | فرانسه    | ۰      |
| ۲۸   | پاتریک ویرا        | باشگاه فوتبال آرسنال                               | فرانسه    | ۰      |